# Stora Kortorps naturreservat
Stora Kortorps naturreservat är ett naturreservat i Hallsbergs kommun i Örebro län.
Området är naturskyddat sedan 2020 och är 24 hektar stort. Reservatet ligger sydost om Hallsberg och består av ett  ålderdomligt odlingslandskap, huvudsakligen av betesmarker som innehåller tidigare åkrar och ängar.